# Erysimum kerbabaevii
Erysimum kerbabaevii là một loài thực vật có hoa trong họ Cải. Loài này được Kurbanov & Gudkova mô tả khoa học đầu tiên năm 1983.